# サンディエゴ・リージョン
サンディエゴ・リージョン(San Diego Legion)は、アメリカ合衆国・カリフォルニア州サンディエゴに本拠地を置くラグビーユニオンクラブである。スタジアムはトレロ・スタジアム。

## 歴史
2017年、創設。
2018年シーズンからメジャーリーグラグビーに加入。

## スコッド
- クリス・バウマン(アメリカ代表)
- ジェド・ホロウェイ(オーストラリア代表)
- ジャスティス・シアーズ＝ドゥル(カナダ代表)
- ロスアイザック(ニュージーランド代表)
- マルセル・ブラーシェ(アメリカ代表)
- ブレア・カーワン(スコットランド代表)
- マット・ギタウ(オーストラリア代表)
- マア・ノヌー(ニュージーランド代表)
- ダン・プライアー
- リチャード・ジャッド
- リンカーン・マックラウチ
- ニック・ユースト

## 歴代所属選手
- ポール・ミューレン(アメリカ代表)
- ジョシュア・フルノ(イタリア代表)
- パディー・ライアン(オーストラリア代表)
- マロン・アリ＝ジェヴォリ(アメリカ代表)
- キャメロン・ドラン(アメリカ代表)
- トニー・ランボルン(アメリカ代表)
- タクズワ・ングウェニア(アメリカ代表)
- ルイス・スタンフィル(アメリカ代表)
- クリス・ロブシャー (イングランド代表)
- サンティアゴ・ゴンサレス(アルゼンチン代表)
- カイノア・ロイド(カナダ代表)
- キャメロン・クラーク(7人制オーストラリア代表)
- セシル・アフリカ(7人制南アフリカ代表)
- ヘンカス・ファン・ヴィック
- ディーン・ミュアー
- マット・モールズ(7人制ニュージーランド)
- サマ・マロロ
- トム・フランクリン(マオリ・オールブラックス)
- ネイト・オーギュスパーガー(アメリカ代表)
- ウィル・フーリー(アメリカ代表)
- アレックス・ホラン
- マイク・テオ(アメリカ代表)